# لوسیندول
لوسیندول (BI-27,062) یک داروی ضد افسردگی با ساختار چهار حلقه‌ای است که هرگز به بازار عرضه نشد.

## همچنین ببینید
- مولیندون